# Luis Silva
Luis Silva Lopez (Los Angeles, 10 december 1988) is een Amerikaans voetballer van Mexicaanse afkomst die bij voorkeur als middenvelder speelt. Hij verruilde in 2015 DC United voor Real Salt Lake

## Clubcarrière
Silva werd als vierde gekozen in de MLS SuperDraft 2012 door Toronto FC. Op 7 maart 2012 maakte hij in de CONCACAF Champions League tegen Los Angeles Galaxy zijn debuut. In diezelfde wedstrijd maakte hij ook direct zijn eerste doelpunt. Op 11 juli maakte hij tegen Vancouver Whitecaps zijn eerste competitiedoelpunt. Drie dagen later maakte hij tegen New England Revolution opnieuw een doelpunt. Het doelpunt bezorgde Toronto de winst. Op 9 juli 2013 tekende Silva bij DC United. Op 21 juli maakte hij tegen Chicago Fire zijn debuut voor DC United. In diezelfde wedstrijd maakte hij ook zijn eerste doelpunt voor de club.